# Китайская Республика на зимних Олимпийских играх 1972
Китайская Республика, в реальности представляющая лишь остров Тайвань, принимала участие в зимних Олимпийских играх 1972 года, но не завоевала ни одной медали. В знак протеста против использования Тайванем названия «Китай» Китайская народная республика бойкотировала эти игры.

## Результаты соревнований

### Горнолыжный спорт
Мужчины
| Соревнование      | Спортсмены   | Скоростной спуск/ 1 спуск | Скоростной спуск/ 1 спуск | Слалом/ 2 спуск | Слалом/ 2 спуск | Всего   | Место |
| Соревнование      | Спортсмены   | Время                     | Место                     | Время           | Место           | Всего   | Место |
| ----------------- | ------------ | ------------------------- | ------------------------- | --------------- | --------------- | ------- | ----- |
| Гигантский слалом | Ван Чэнчэ    | 2:15,80                   | 58                        | 2:19,83         | 47              | 4:35,63 | 47    |
| Гигантский слалом | Хуан Вэйчунь | 2:11,29                   | 57                        | 2:29,58         | 49              | 4:40,87 | 48    |
| Гигантский слалом | Чэнь Юньмин  | DSQ                       | DSQ                       | DSQ             | DSQ             | DSQ     | DSQ   |
| Гигантский слалом | Чиа Колян    | DSQ                       | DSQ                       | DSQ             | DSQ             | DSQ     | DSQ   |
| Слалом            | Чэнь Юньмин  | 1:27,98                   | 47                        | 1:25,49         | 34              | 2:53,47 | 34    |
| Слалом            | Ван Чэнчэ    | 1:31,57                   | 48                        | 1:29,41         | 35              | 3:00,98 | 35    |
| Слалом            | Хуан Вэйчунь | 1:33,43                   | 50                        | 1:31,51         | 36              | 3:04,94 | 36    |
| Слалом            | Чиа Колян    | 1:35,23                   | 51                        | 1:32,50         | 37              | 3:07,73 | 37    |

### Лыжные гонки
Мужчины
| Спортсмен   | Дисциплина | Время      | Место |
| ----------- | ---------- | ---------- | ----- |
| Лян Жэнгуэй | 15 км      | 1:03:35,66 | 62    |